# Värmeförlust
Värmeförlust är ett begrepp inom fysiken för mekanismer som omvandlar en energityp till värme istället för den önskade energitypen, så som till exempel rörelseenergi. På så sätt ökas entropin. Sådana processer är irreversibla.